# 太田功平
太田 功平（おおた こうへい、1893年9月2日 - 1930年12月4日）は、日本の農学者、教育者。菜種の新品種「六ツ美種」の開発者として知られる。

## 経歴

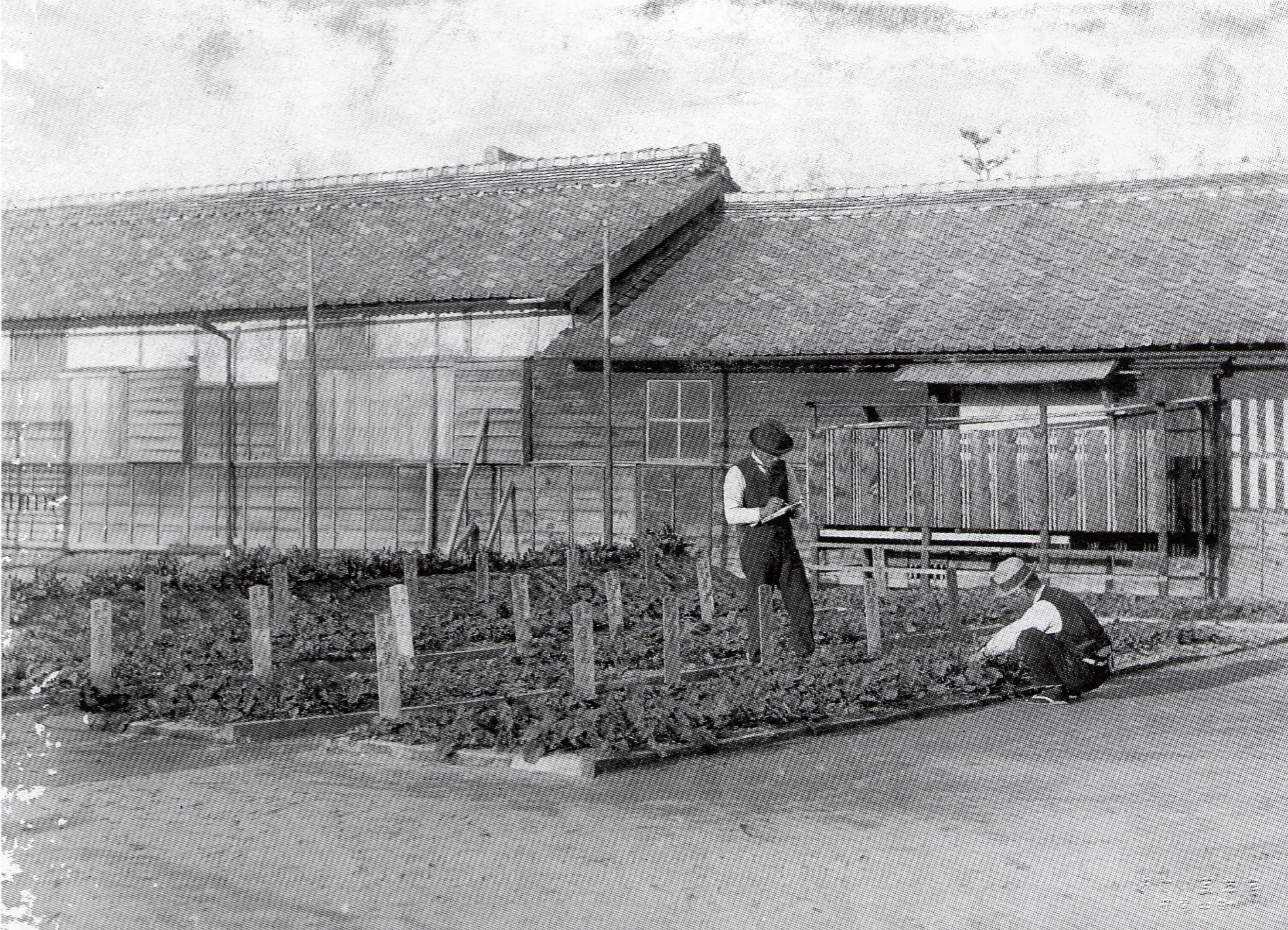
太田の尽力により菜種の収穫量は飛躍的に高まった。菜種の育苗場（1927年）

愛知県碧海郡糟海村大字土井（現・岡崎市土井町）に生まれる。中井村立中井尋常高等小学校を卒業。しばらく村役場書記や小学校準教員をしていたが、愛知県第二師範学校（愛知教育大学の母体の一つ）へ進学する。同校卒業後10数年は、棚尾・依佐美・富士松・桜井等の尋常小学校の訓導として教鞭をとった。謄写印刷のパンフレット式の教科書を作り、農業関係の科目を熱心に教えたという。
1927年（昭和2年）、六ツ美村立農業補修学校の長谷川一男校長の招きにより、同校の教頭に就任。農村に住む人々の暮らしを豊かにするには裏作物の充実が肝要と考えた太田は、同僚らと菜種の研究および改良に取り組んだ。彼らが菜種に目を付けたのは、化学工業発展期にあった当時の日本の企業が菜種油の生産に乗り出し、専用の「なたね船」を使って輸出を行い始めたこととも関係があった。太田の試みは奏功、六ツ美地区の菜種の収穫量は飛躍的に高まり、有利な換金作物として農民の間に受け入れられていった。
1928年（昭和3年）、六ツ美産業組合へ菜種の買い付けにやってきた大阪市の吉原定次郎商店（吉原製油株式会社の前身）は農業補習学校の研究に注目し、資金援助を申し出る。この資金によって『雲薹（うんだい）調査』を出版。同書はその優れた内容から、愛知県知事より農業の教科書として認可される。
この頃太田は新品種「六ツ美種」の開発に成功。1929年（昭和4年）には菜種反当たり収穫量が4石になり、旧来の3倍に達した。その成果を『実収四石 菜種栽培の合理的栽培法』として出版するとともに、全国各地に出張し講演を行った。こうした太田の努力は六ツ美の名を全国にとどろかせ、高松宮宣仁親王、牧野伸顕内大臣などの農業視察となってあらわれた。
しかし1930年（昭和5年）12月4日、交通事故に遭い37歳の短い生涯を閉じた。

## 岡崎市と菜種
六ツ美地区と同じく岡崎市域の南部に位置する額田郡福岡町（現・岡崎市福岡町）では、1902年（明治35年）に太田幸平（読みは同じだが異人）が菜種や紫雲英種子、桑苗の問屋「盛産社」を開店している。盛産社はその後「太田油脂株式会社」となり、日本で最初にえごま油の食用化に成功、現在も同地で生産を続けている。
また、同社の製品の一つ「なたね油赤水」は岡崎市のご当地グルメ「岡崎まぜめん」に使用されている。